# Dấu thanh dọc
Dấu thanh dọc (hay dấu sổ thẳng hoặc Vertical bar) thường là một đường thẳng đứng trong thuật ngữ lập trình viên, được sử dụng chủ yếu trong công nghệ thông tin và toán học. Ký tự được hiển thị dưới dạng một đường thẳng đứng liên tục (|) hoặc bị gián đoạn (¦) ở giữa.

## Sử dụng

### Ngôn ngữ lập trình
Phần lớn các ngôn ngữ lập trình ngày nay sử dụng Vertical bar là cách biểu thị cho toán tử "OR". 
```
// JAVASCRIPT

let
 
a
 
=
 
10
;
    
// 1010 (binary)

let
 
b
 
=
 
9
;
     
// 1001 (binary)

let
 
c
 
=
 
a
 
|
 
b
;
 
// 1011 (binary)

```

hoặc toán tử "hoặc" 
```
// JAVASCRIPT

let
 
a
 
=
 
true
;

let
 
b
 
=
 
false
;

let
 
c
 
=
 
false
;

let
 
d
;

d
 
=
 
a
 
||
 
b
;
 
// true

d
 
=
 
b
 
||
 
c
;
 
// false

```

## Mã hóa
Dấu gạch đứng được mã hóa bằng ASCII và Unicode tại U+007C | Vertical line (HTML &#124;). Với URLs vertical bar được mã hóa bằng %7C. Thanh gãy dọc có mã nguồn tại U+00A6 ¦ Broken bar (HTML &#166; ·  &brvbar;).

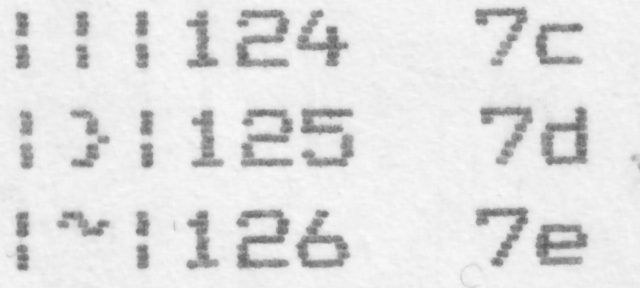
Mã điểm 124 (thập lục phân 7C) bị chiếm bởi một dấu gạch đứng bị gãy trong máy in ma trận điểm vào cuối những năm 1980, dường như thiếu một thanh dọc vững chắc. Do đó, broken bar cũng được sử dụng cho xấp xỉ vertical bar